# Tzigane
Tzigane är en rapsodi för violin och piano av Maurice Ravel. Den uruppfördes i London 26 april 1924. En version för violin och orkester uruppfördes i Amsterdam 19 oktober 1924.